# Гетцис
Гетцис (нім. Götzis) — ярмаркове містечко та громада округу Фельдкірх в землі Форарльберг, Австрія. Гетціс лежить на висоті 448 м над рівнем моря і займає площу 14,64 км². Громада налічує 10795 мешканців. Густота населення 737/км².
Округ Фельдкірх лежить на самому заході Австрії, на кордонах зі Швейцарією та Ліхтенштейном. Це високорірний альпійський регіон. Населення округу, як і всього Форальбергу, розмовляє алеманським діалектом німецької мови, а тому ближче до швейцарців, ніж до населення більшої частини Австрії, яке розмовляє баварсько-австрійським діалектом. Округ, основною індустрією якого є туризм, має розвинуту мережу сполучення, численні гірськолижні траси й спортивні курорти з готелями та іншою інфраструктурою.
У місті є залізнична станція.
|                                 |
| Гетціс на мапі округу та землі. |

Адреса управління громади: Bahnhofstraße 15, 6840 Götzis.

## Демографія
Історична динаміка населення міста за даними сайту Statistik Austria

## Відомі люди
- Роберт Шнайдер — письменник.